# Nawojów Łużycki
Nawojów Łużycki (niem. Sächsisch Haugsdorf) – wieś w Polsce położona w województwie dolnośląskim, w powiecie lubańskim, w gminie Lubań. Leży przy drodze wojewódzkiej DW357 relacji Osiecznica – Lubań. 
W latach 1954–1961 wieś należała i była siedzibą władz gromady Nawojów Łużycki, po jej zniesieniu w gromadzie Uniegoszcz. W latach 1975–1998 miejscowość administracyjnie należała do województwa jeleniogórskiego.
Rzeka Kwisa oddziela wieś od Nawojowa Śląskiego. 

## Nazwa
Wieś nosiła kolejno nazwy: Hugisdorf (1287), Craas Hugonis (1291), Husdorff (1391), Haugsdorf (1426), Sächsisch Haugsdorf (XIX w.), Sächsisch Haugsdorf (do 1945), Słowiany Wielkie (1945-1947), Nawojów Łużycki (od 1947). 

## Zabytki
Do wojewódzkiego rejestru zabytków wpisany jest:
- dwór, obecnie kościół filialny pw. Matki Boskiej Szkaplerznej; ruiny dworu wzniesionego przez Christopha von Tschirnhausa według jego projektu są perłą renesansowej architektury XVI wieku, sprowadzonej prosto z Włoch, gdzie studiował[4]. Obiekt pochodzi z lat 1570-1571. W 1626 r. częściowo spłonął. W XVIII w. został powiększony o drugie skrzydło, a w 1945 r.uszkodzony[4]. Dawną kaplicę dworską z częścią skrzydła po wojnie, w latach 1966-1968, przebudowano na kościół, likwidując w tej części podział wewnętrzny pomieszczeń. Skrzydło z kościołem nakrywa dach czterospadowy[4]. Na zapleczu, niewidocznym od strony drogi znajduje się dziedziniec z dwoma ocalałymi skrzydłami dworu. Najcenniejszy fragment stanowi krużganek wsparty na kamiennych kolumnach sięgający drugiej kondygnacji z loggią wspartą na kolumnach toskańskich i jońskich. Parapet zdobią kartusze herbowe, rozdzielone kariatydami na kroksztynach ozdobionych maszkaronami[4]. Misterne piaskowcowe płaskorzeźby zdobią arkady i pachwiny łuków. W roku 2020 rozpoczęto jego renowację, zaczynając od krużganków[6].